# Lee Mi-young
Lee Mi-young (kor. 이 미영; * 19. August 1979) ist eine südkoreanische Kugelstoßerin.

## Sportliche Laufbahn
Erste internationale Erfahrungen sammelte Lee Mi-young bei den Asienmeisterschaften 2002 in Colombo, bei denen sie mit 15,94 m den vierten Platz belegte. Anschließend erfolgte die Teilnahme an den Asienspielen in Busan, bei denen sie mit 15,80 m auf rang acht kam. 2003 wurde sie bei den Asienmeisterschaften in Manila mit 17,60 m erneut Vierte und 2004 qualifizierte sie sich für die Olympischen Spiele in Athen, bei denen sie mit 16,35 m in der Vorrunde ausschied. 2005 nahm sie an den Weltmeisterschaften in Helsinki teil und konnte sich dort mit 16,60 m ebenfalls nicht für das Finale qualifizieren. Anschließend belegte sie bei den Asienmeisterschaften in Incheon mit 16,20 m Rang sechs und wurde bei den Ostasienspielen in Macau mit 16,27 m Vierte, wie auch bei den Asienspielen 2006 in der katarischen Hauptstadt Doha.
2007 feierte sie bei den Asienmeisterschaften in Amman mit dem Gewinn der Silbermedaille hinter der Chinesin Liu Xiangrong ihren größten Erfolg. 2008 nahm sie erneut an den Olympischen Spielen in Peking teil, qualifizierte sich aber mit 15,10 m erneut nicht für das Finale. 2009 belegte sie bei den 2018 belegte sie bei den Asienmeisterschaften in Guangzhou mit 16,18 m Rang fünf und gewann bei den Asienspielen 2010 ebendort die Bronzemedaille. 2011 qualifizierte sie sich erneut für die Weltmeisterschaften in Daegu und schied dort mit 16,18 m in der ersten Runde aus. Zwei Jahre später wurde sie bei den Asienmeisterschaften in Pune und den Ostasienspielen in Tianjin jeweils Vierte. Bei den Asienspielen 2014 in Incheon belegte sie mit 16,65 m Rang sechs und beendente daraufhin vorläufig ihre Karriere als aktive Leistungssportlerin. Seit 2016 nimmt sie aber an Wettkämpfen teil und belegte bei den Asienspielen 2018 in Jakarta mit 15,49 m den sechsten Platz.
Zwischen 2004 und 2007, 2009 und 2010 sowie 2012, 2013 und 2018 wurde Lee südkoreanische Meisterin im Kugelstoßen. Sie ist Absolventin der Catholic Kwandong University in Gangneung.

## Persönliche Bestleistungen
- Kugelstoßen: 17,62 m, 19. April 2005 in Gwangju
  - Kugelstoßen (Halle): 16,84 m, 1. März 2005 in Tianjin